# امانوئل کارر
امانوئل کارِر (فرانسوی: Emmanuel Carrère‎؛ ۹ دسامبر ۱۹۵۷) نویسنده، پدیدآور، فیلم‌نامه‌نویس و کارگردان فیلم اهل فرانسه است.
از فیلم‌ها یا برنامه‌های تلویزیونی که وی در آن نقش داشته‌است، می‌توان به سفر گروهی اشاره کرد.
وی همچنین برندهٔ جوایزی همچون جایزه فمینا و جایزه رنودو شده‌است.